# Suplacu de Barcău
Suplacu de Barcău, ou Berettyószépak en hongrois, est une commune roumaine du județ de Bihor, en Transylvanie, dans la région historique de la Crișana et dans la région de développement Nord-Ouest.

## Géographie
La commune de Suplacu de Barcău est située dans le nord-est du județ, au nord des Monts Plopiș, dans la vallée de la Barcău, à la limite du județ de Sălaj. La commune se trouve à 17 km au sud-est de Marghita, à 25 km à l'ouest de Șimleu Silvaniei et à 76 km au nord-est d'Oradea, le chef-lieu du județ.
La municipalité est composée des six villages suivants, nom hongrois, (population en 2002) :
- Borumblaca, Baromlak (944) ;
- Dolea, Dólyopuszta (189) ;
- Foglaș, Fogás (209) ;
- Suplacu de Barcău, Berettyószépak (2 557), siège de la commune ;
- Valea Cerului, Cserpatak (464) ;
- Vâlcelele, Blágarét (267).

## Histoire
La première mention écrite du village de Suplacu de Barcău date de 1228 sous le nom hongrois de Szeplak et de 1291 dans les registres de l'évêché d'Oradea sous le nom latin de Villa Zeplac.
La commune, qui appartenait au royaume de Hongrie, en a donc suivi l'histoire.
Après le compromis de 1867 entre Autrichiens et Hongrois de l'empire d'Autriche, la principauté de Transylvanie disparaît et, en 1876, le royaume de Hongrie est partagé en comitats. Suplacu de Barcău intègre le comitat de Bihar (Bihar vármegye).
À la fin de la Première Guerre mondiale, l'Empire austro-hongrois disparaît et la commune rejoint la Grande Roumanie au traité de Trianon.
En 1940, à la suite du deuxième arbitrage de Vienne, elle est annexée par la Hongrie jusqu'en 1944, période durant laquelle sa communauté juive est exterminée par les nazis. Elle réintègre la Roumanie après la Seconde Guerre mondiale au traité de Paris en 1947.

## Politique
| Période                                  | Période  | Identité        | Étiquette | Qualité |
| ---------------------------------------- | -------- | --------------- | --------- | ------- |
| Les données manquantes sont à compléter. |          |                 |           |         |
| 2008                                     | En cours | Nicolae Tivadar | PNL       |         |

| Parti | Parti                                                                | Sièges |
| ----- | -------------------------------------------------------------------- | ------ |
|       | Parti social-démocrate (PSD)                                         | 2      |
|       | Parti national libéral (PNL)                                         | 4      |
|       | Union démocratique des Slovaques et des Tchèques de Roumanie (UDSCR) | 2      |
|       | Union démocrate magyare de Roumanie (UDMR)                           | 3      |

## Religions
En 2002, la composition religieuse de la commune était la suivante :
- Chrétiens orthodoxes, 36,70 % ;
- Catholiques romains, 32,58 % ;
- Réformés, 22,79 % ;
- Grecs-Catholiques, 3,16 % ;
- Baptistes, 2,47 % ;
- Pentecôtistes, 1,56 %.

## Démographie
Les villages de Vâlcelele, Valea Cerului et Foglaș sont à majorité slovaque, tandis que Dolea et Suplacu de Barcău ont une majorité hongroise et Borumblaca une majorité roumaine.
En 1910, à l'époque austro-hongroise, la commune comptait 1 824 Hongrois (59,67 %), 622 Roumains (20,35 %) et 607 Slovaques.
En 1930, on dénombrait 1 404 Hongrois (39,45 %), 1 117 Slovaques (31,39 %), 792 Roumains (22,25 %), 141 Roms (3,96 %), 94 Juifs (2,64 %) et 7 Allemands (0,20 %).
En 1956, après la Seconde Guerre mondiale, 1 796 Hongrois (43,92 %) côtoyaient 1 397 Roumains (34,16 %), 712 Slovaques (17,41 %), 128 Roms (3,13 %), 31 Juifs (0,76 %) et 19 Allemands (0,46 %).
En 2002, la commune comptait 1 587 Roumains (34,42 %), 1 578 Hongrois (34,22 %), 934 Slovaques (20,26 %) et 506 Roms (10,97 %). On comptait à cette date 1 532 ménages et 1 494 logements.
| 1880  | 1890  | 1900  | 1910  | 1920  | 1930  | 1941  | 1956  | 1966  |
| ----- | ----- | ----- | ----- | ----- | ----- | ----- | ----- | ----- |
| 1 863 | 2 162 | 2 515 | 3 057 | 3 224 | 3 559 | 4 186 | 4 089 | 4 722 |

| 1977  | 1992  | 2002  | 2007  | - | - | - | - | - |
| ----- | ----- | ----- | ----- | - | - | - | - | - |
| 5 153 | 4 905 | 4 610 | 4 522 | - | - | - | - | - |

## Économie
L'économie de la commune repose sur l'agriculture et l'exploitation de nombreux petits puits de pétrole. Le village st aussi un centre commercial pour le nord-est du județ.

## Établissements scolaires
La commune dispose de 9 jardins d'enfants, de 8 écoles et d'un établissement d'enseignement secondaire.

## Communications

### Routes
Suplacu de Barcău est situé sur la route nationale DN19B Oradea-Șimleu Silvaniei. La route régionale DJ191B mène vers Valea Cerului, Borumblaca et Popești.

### Voies ferrées
Suplacu de Barcău est desservie par la ligne des Chemins de fer roumains Săcueni-Sărmășag.

## Lieux et monuments
- Suplacu de Barcău, église réformée datant de 1869 ;
- Suplacu de Barcău, église catholique romaine datant de 1878 ;
- Suplacu de Barcău, église orthodoxe datant de 1805.